# Opacie
Opacie – wieś w Polsce położona w województwie podkarpackim, w powiecie jasielskim, w gminie Jasło.
W latach 1975–1998 miejscowość administracyjnie należała do województwa krośnieńskiego.

## Historia
Wieś powstała w XIV wieku, była własnością Opatów Tynieckich. W odróżnieniu od sąsiednich miejscowości – Bączala Kościelnego (obecnie Bączal Dolny) i Rycerskiego (Bączal Górny) historycznie nosiła nazwę Bączal Opata.
Miejscowość od początku istnienia przynależy do parafii Imienia Maryi i św. Mikołaja w Bączalu Dolnym i jest miejscem urodzenia księdza Mariana Szarka (ur. 1919, zm. 1980)
1 lutego 1977 część wsi Opacie (48 ha) włączono do Jasła.

## Dąb opacki
Kilkusetletnie drzewo, 5,40 m w obwodzie.